# Поликарпов, Михаил Аркадьевич
Михаи́л Арка́дьевич Полика́рпов (род. 27 декабря 1968, Гомель, Белорусская ССР, СССР) — российский военный историк, участник Боснийской войны, автор ряда книг о русских добровольцах в Югославии и на Донбассе.

## Биография
В 1986 году окончил Специализированный учебно-научный центр МГУ в Москве. По окончании в 1994 году исторического факультета МГУ, отправился в Боснию, где в составе русского добровольческого отряда принял участие в Боснийской войне на стороне сербов.
По возвращении в Москву, занимался литературной деятельностью. Писал на тему как Великой Отечественной войны, так и войны в Югославии. Автор ряда статей, опубликованных в газете «Независимое военное обозрение» и журнале «The New Times» (с 2007 года «Новое время»). Издал несколько книг, в том числе и о вооружённом конфликте на востоке Украины в 2014 году.

## Произведения
- Жертвоприношение. Откуда у парня сербская грусть?. — М., 1996—1997 (изд. 1999). Переиздана под названиями:

- Русская сотня. Наши в Сербии. — М.: Эксмо, 1999 (переизд. 2000). — ISBN 5-04-003353-2.
- Сербский закат. — М., 2007. — ISBN 978-5-699-24992-3.
- Русские волки. — М., 2008. — ISBN 978-5-699-28199-2.
- Восточный легион. — М., 2010. — ISBN 978-5-699-43225-7.
- Русские добровольцы в Югославии Архивная копия от 25 декабря 2014 на Wayback Machine. — 2003.
- Поликарпов М. А. Балканский рубеж. Русские добровольцы в боях за Сербию. — М.: Пятый Рим, 2018. — 299, [2] с., [12] л. ил., карты; ISBN 978-5-9908267-6-2

- Игорь Стрелков — ужас бандеровской хунты. Оборона Донбасса. — М., 2014. — ISBN 978-5-8041-0715-5.
- Донбасс. От Славянска до Дебальцево. Хроники, записанные кровью. Окопная правда гражданской войны. — М., 2016. — ISBN 978-5-8041-0858-9.